# Screaming For More
Screaming for More es un DVD de la banda t.A.T.u., en los años 2003-2004. El DVD fue sacado a la venta el 2 de febrero de 2004 en Brasil y el 18 de mayo de 2004 en los Estados Unidos. Esta versión está disponible también en formato VCD.
El DVD ha vendido aproximadamente en todo el mundo más de 1.000.000 copias. 

## Contenido del DVD
All the Things She Said
- All the Things She Said Video
- Ya Soshla S Uma Video
- All the Things She Said Remix Video

Not Gonna Get Us
- Not Gonna Get Us Video
- Nas Ne Dogonyat Video
- Not Gonna Get Us Remix Video

- 30 Minutes Video
- How Soon Is Now? Video

Detrás de la cámara con Yulia Y Lena
- Parte 1
- Parte 2
- Parte 3

Ensayos
- MTV Europe Awards Countdown Performance
- Not Gonna Get Us Rehearsal

Galería
- Q&A con Yulia Y Lena

- Datos: Q1174035